# Csergezán Pál
Csergezán Pál (Záhony, 1924. június 6. – Budapest, 1996. október 1.) magyar állatfestő, grafikus, illusztrátor.

## Életpályája
Tanulmányait 1950-1953 között folytatta a  Magyar Képzőművészeti Főiskola grafikai szakán, Ék Sándor volt a mestere. Grafikusként, illusztrátorként dolgozott, eközben került közel hozzá a vadászat témaköre. A Nők Lapja, az Ország Világ és a Magyar Vadász, később a Nimród rajzolója. Mint grafikus tankönyveket, (egyebek közt) Tasnádi Kubacska András, Kittenberger Kálmán és Fekete István könyveit illusztrálta. Kedvenceit, a lovakat, és az erdei vadakat rajzolta, festette egész életében. A mozgás kiváló ábrázolója volt. Országos kiállításokon rézkarcokkal szerepelt. Ifjúsági és népszerű tudományos könyveket illusztrált, diafilmeket rajzolt. Élt és dolgozott Németországban, Iránban a sah udvarában is. Telkiben töltötte életének utolsó éveit, műterme a Budakeszi Erdőgazdaságban volt. Hamvait is itt, Telki község határában az erdőben helyezték el, Anna-lakon.

## Emlékezete
- 1997-ben alakult a Csergezán Pál Alapítvány. Évente Csergezán-díjjal jutalmaz egyet a legkiválóbb, természetábrázoló művészek közül.[4]
- 2006. szeptember 5-én tiszteletére avatta fel a Nagy-Kopasz 559 méter magas csúcsán épült, 23,5 méter magas Csergezán Pál-kilátót a Pilisi Parkerdő Zrt.

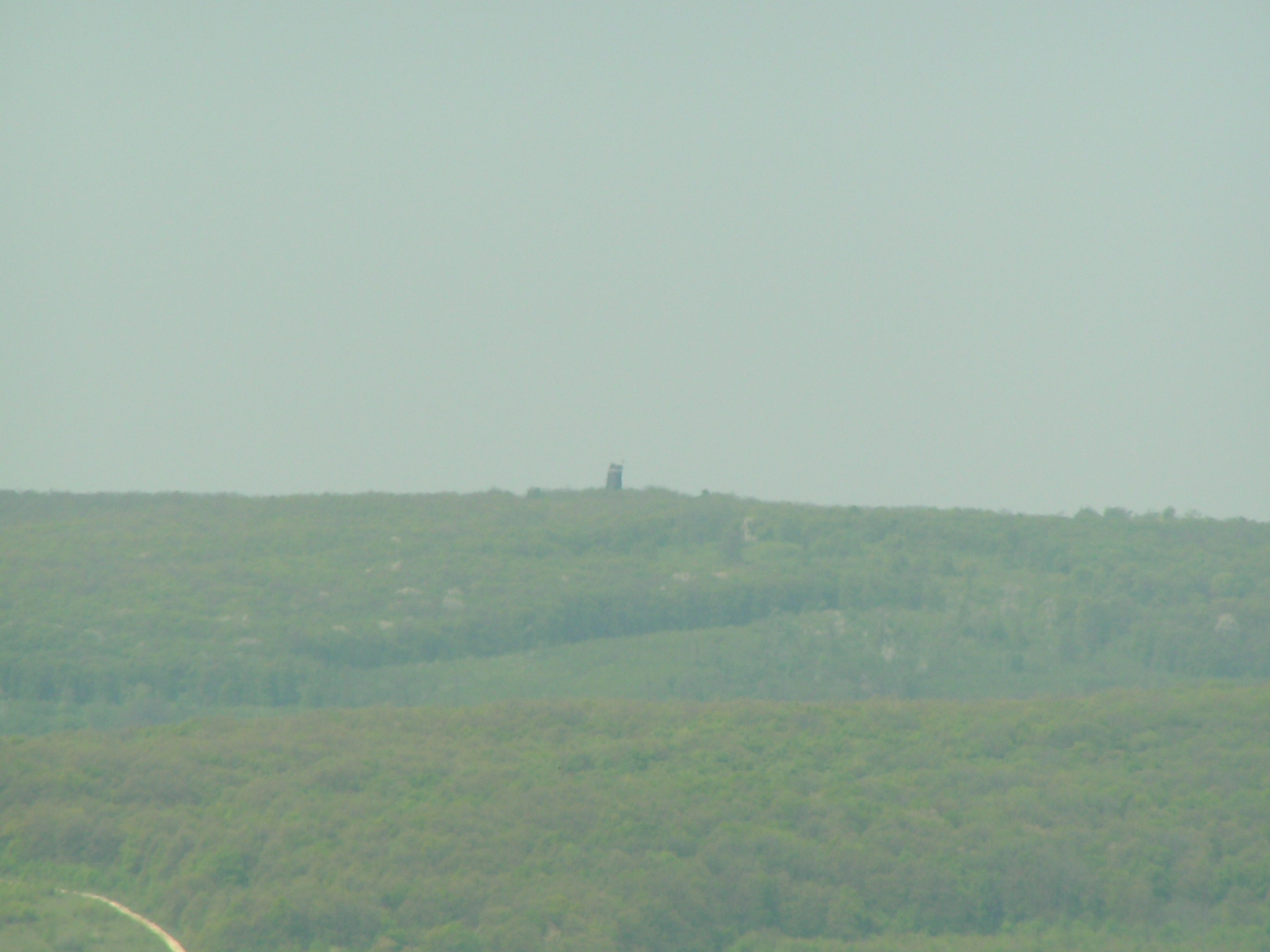
A Csergezán Pál-kilátó a Kaán Károly-kilátóból

## Kitüntetései
- Német Vadászszövetség nagydíja (1982)
- Pro Natura emlékplakett (1993)
- Pro Cultura Venationis emlékplakett (1996)

## Kiállításai
- Paál László Terem, Budapest (1969),
- Budapest Magyar Mezőgazdasági Múzeum (Vajdahunyadvár 1984),
- Párizs,
- München,
- Köln,
- Monte-Carlo,
- London